# Уржум (Костромская область)
Уржум — деревня в Нейском муниципальном округе Костромской области.

## География
Находится в центральной части Костромской области на расстоянии приблизительно 5 км на юго-запад по прямой от города Нея, административного центра округа.

## История
Деревня была помещена на карте 1840 года. В 1872 году здесь было учтено 9 дворов, в 1907 – 23. До 2021 года входила в состав Коткишевского сельского поселения до его упразднения.

## Население
Постоянное население составляло 66  человек (1872 год), 69 (1897), 134 (1907), 66 в 2002 году (русские 94%), 55 в 2022.

## Известные уроженцы
Жирецкая Людмила Павловна (1932—2001) — советская и российская актриса театра. Актриса Республиканского русского театра драмы Марийской АССР (ныне Академический русский театр драмы имени Г. Константинова) (1966―2001). Заслуженная артистка РСФСР (1986). Народная артистка Марийской АССР (1975). Лауреат Государственной премии Марийской АССР (1974).